# Louis Krause (Politiker)
Louis Krause  (* 25. Juli 1873 in Lippersdorf; † 26. März 1961 in Stadtroda) war ein deutscher Holzbildhauer und Politiker (Wirtschaftspartei (WP)).

## Leben und Wirken
Krause wurde als Sohn eines Gutsbesitzers geboren. Der Volksschule folgten bis 1890 eine Ausbildung zum Holzbildhauer und der Besuch einer Fachschule. Nach dem Militärdienst von 1893 bis 1895 war er selbständig als Holzbildhauer und Malermeister in Roda tätig. Von April 1915 bis Dezember 1918 nahm er am Ersten Weltkrieg teil und wurde als Sergeant entlassen.
Krause war Anfang der 1920er Jahre Mitglied der Deutschnationalen Volkspartei und vertrat die vom 20. Juni 1920 bis 30. Juli 1921 als Abgeordneter des Thüringer Landtages. Ab 1921 saß er im Gemeinderat von Roda. Vom 10. Februar 1924 bis zum 30. Juli 1932 war er erneut Mitglied des Landtags. Bis 1927 gehörte er zur DNVP-Fraktion, nach einem Parteiwechsel zur WP-Fraktion. Vom 30. April 1927 bis 22. Januar 1930 war Krause als Staatsrat für Altenburg Mitglied ohne Geschäftsbereich in den Regierungen Leutheußer und Paulssen des Landes Thüringen.
Am 5. August 1937 beantragte Krause die Aufnahme in die NSDAP und wurde rückwirkend zum 1. Mai desselben Jahres aufgenommen (Mitgliedsnummer 5.294.693).
Krause war Schöffe beim Amtsgericht Roda und Landgericht Gera sowie Mitglied des Kreisverwaltungsgerichtes Stadtroda. Ein Mandat hatte er im Aufsichtsrat der Oberen Saale AG, außerdem war er Vorstandsmitglied des Mitteldeutschen Handwerkerbundes sowie von 1939 bis 1946 der Kreis- und Stadtsparkasse Stadtroda.
Nach dem Zweiten Weltkrieg gehörte er in Stadtroda zu den Gründungsmitgliedern der  Liberal-Demokratischen Partei Deutschlands und war deren Vorsitzender bis 1953. In Stadtroda wurde eine Straße nach ihm benannt.